# San Juan de Payara
San Juan de Payara é uma cidade venezuelana, capital do município de Pedro Camejo.